# Wix.com
Wix.com Limited ist ein Unternehmen aus dem Bereich Website-Baukasten mit Hauptsitz in Tel Aviv. Es bietet cloudbasierte Webentwicklungsdienste an. Der Website-Baukasten ermöglicht die Erstellung von Websites mithilfe von Drag-and-Drop und deren Optimierung mithilfe von Künstlicher Intelligenz. Nutzer können ihre Websites um Anwendungen für soziale Medien, E-Commerce, Online-Marketing, Kontaktformulare, E-Mail-Marketing und Community-Foren erweitern.

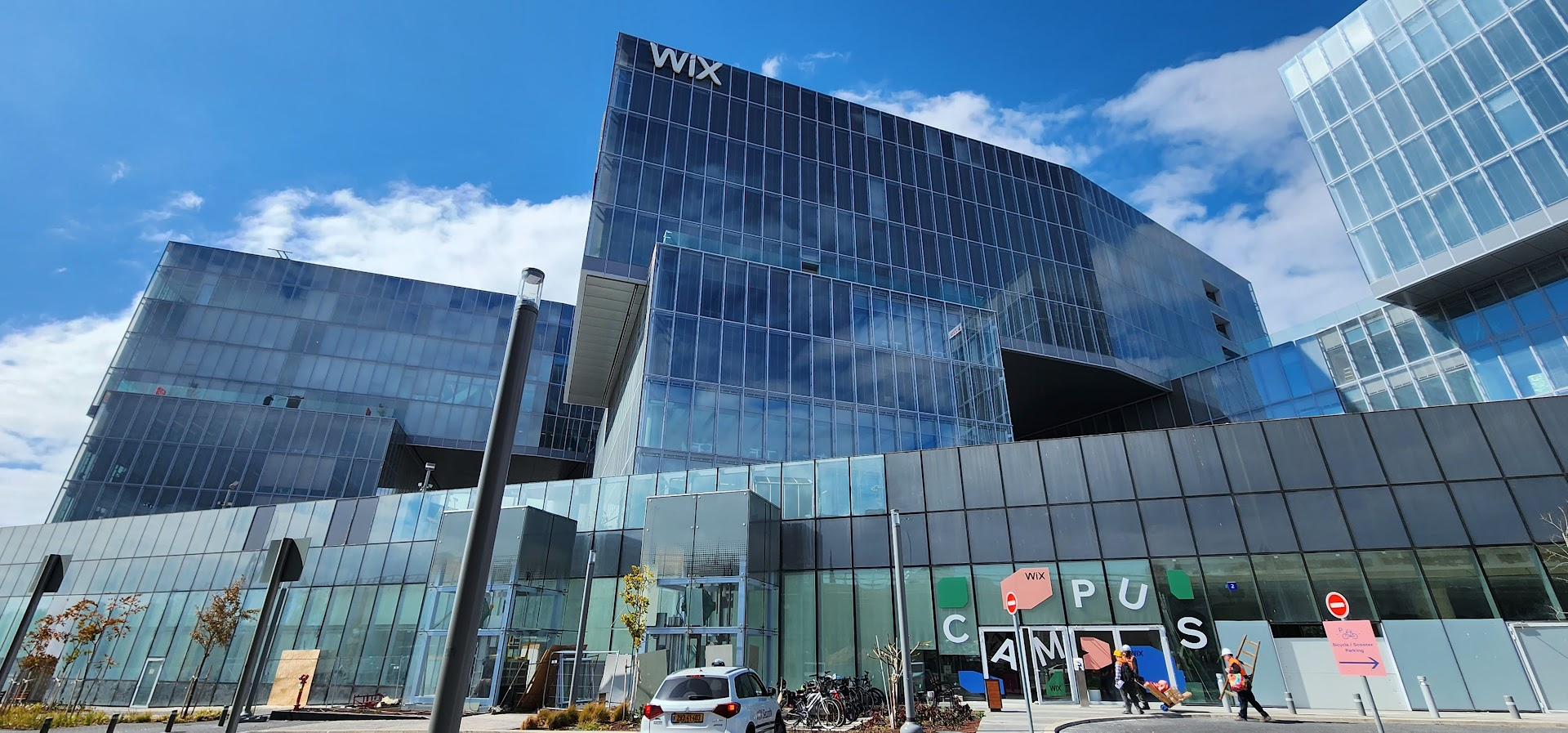
Der Campus von Wix

## Unternehmen
Der Hauptsitz des Unternehmens befindet sich in Tel Aviv mit weiteren Standorten in Berlin, Krakau, Dublin, Kiew, Lwiw, Beer Sheva, New York City, Miami, Cedar Rapids, Sao Paulo, Tokio, Dnipro und Wilna. Wix wurde von den Investoren Insight Venture Partners, Mangrove Capital Partners, Bessemer Venture Partners und Benchmark Capital getragen. Seit dem 5. November 2013 ist Wix an der NASDAQ-Börse gelistet. Wix gelang damit der bisher größte Börsengang eines israelischen Unternehmens.
Wix erzielte im Jahr 2023 einen Umsatz von rund 1,56 Milliarden US-Dollar.

## Produkt
Wix.com ist eine auf dem Cloudprinzip basierende Online-Plattform zur Erstellung von HTML5-Websites und Mobile-Websites. Der Website-Baukasten ermöglicht es, Funktionen in die eigene Website zu integrieren, die von Wix oder Drittanbietern entwickelt wurden.
Wix basiert auf dem Freemium-Geschäftsmodell. Über die reine Website hinausgehende Mehrleistungen müssen kostenpflichtig erworben werden. Für Inhaber von Online-Shops bietet Wix.com spezialisierte Pakete, die Angebote wie Produktgalerien, Dropshipping-Integrationen und Analyse-Tools enthalten. Mittelständischen und großen Unternehmen wird mit Wix Enterprise eine umfassende Infrastruktur zur Verwaltung und Bewerbung ihrer Firma angeboten. Die 2023 veröffentlichte Plattform Wix Studio liefert umfangreiche Designfunktionen, die sich speziell an Agenturen und Unternehmen richten.
Wix wird in den verschiedenen Rezensionen als eine der besten Plattformen angesehen, um eine eigene Website zu erstellen. Gelobt wird insbesondere die Flexibilität und die große Auswahl an Template-Designs. Als nachteilig bewertet wird die fehlende Möglichkeit, im Nachhinein auf ein anderes Template zu wechseln. Zudem eignet sich Wix nicht für tiefe Websites mit sehr vielen Unterseiten.
Im Oktober 2012 hat Wix seinen App-Markt herausgebracht, um Apps von Drittanbietern zu verkaufen, die mit der Webtechnologie des Unternehmens entwickelt wurden. App-Entwickler können über das Software Development Kit von Wix eigene Web-Apps erstellen und Nutzern weltweit zur Verfügung stellen. Daneben befinden sich im App-Markt auch von Wix selbst bereitgestellte Anwendungen, wie z. B. die App Wix Bookings, mit der Nutzer Terminbuchungen für ihre Websites anbieten können.
Der Logo Maker von Wix ermöglicht es Nutzern, mit Hilfe von Künstlicher Intelligenz ein kostenloses Logo zu erstellen.

## Geschichte
Wix wurde 2006 von den israelischen Entwicklern Avishai Abrahami, Nadav Abrahami und Giora Kaplan gegründet. 2007 verwendete das Unternehmen eine auf Adobe Flash basierende Plattform. Wix sammelte im April 2010 10 Millionen US-Dollar in einer Serie-C-Finanzierung ein, die von Benchmark Capital und den bestehenden Investoren Bessemer Venture Partners und Mangrove Capital Partners bereitgestellt wurde. Im März 2011 hatte Wix 8,5 Millionen Nutzer und sammelte 40 Millionen US-Dollar in einer Serie-D-Finanzierung ein, was die Gesamtfinanzierung bis zu diesem Zeitpunkt auf 61 Millionen US-Dollar erhöhte.
Das Unternehmen führte im März 2012 einen neuen HTML5-Site-Builder ein und ersetzte damit die Adobe-Flash-Technologie. Wix hatte im August 2013 bereits mehr als 34 Millionen registrierte Nutzer. Im August 2014 präsentierte das Unternehmen mit Wix Hotels ein Buchungssystem für Hotels, Pensionen und Ferienwohnungen, die Websites von Wix nutzen.
Im Dezember 2017 wurde „Wix Code“, eine API zum Hinzufügen von Datenbanksammlungen und benutzerdefinierten JavaScript-Skripten, veröffentlicht. Sie wurde später in „Velo“ umbenannt.
Im November 2019 veröffentlichte das Unternehmen „Wix Fitness“, eine All-in-One-Lösung, mit der Fitnessunternehmer ihr Geschäft ausbauen können.
2022 zählte Wix mehr als 200 Millionen registrierte Nutzer weltweit. Im Mai 2023 führte Wix „Wix Headless“ ein, eine Lösung, die es Entwicklern ermöglicht, die Geschäftslösungen von Wix über verschiedene Plattformen hinweg mithilfe seiner APIs und SDKs zu integrieren. Im März 2024 präsentierte Wix den „AI Website Builder“ (KI-Website-Builder), durch den Nutzer mithilfe von künstlicher Intelligenz eine Website erstellen können.

## Kritik
Der Sicherheitsforscher Matt Austin hatte 2016 eine Sicherheitslücke entdeckt, mit der mithilfe von Cross-Site-Scripting (XSS) die administrative Rolle anderer Benutzer übernommen werden konnte.